# Cristian Martínez (panamski piłkarz)
Cristian Jesús „Fulo” Martínez (ur. 6 lutego 1997 w mieście Panama) – panamski piłkarz występujący na pozycji defensywnego pomocnika, reprezentant Panamy, od 2024 roku zawodnik izraelskiego Hapoelu Ironi Kirjat Szemona.